# Йован Раич
Йован Раич е пръв богослов и сръбски просветител от български произход. До 60-те години на 19 век Раич с неговата четиритомна История разных славенских народов найпаче болгар, хорватов и сербов е главен сръбски историк.
Учи изпърво в йезуитска гимназия в Комарно, а после и в протестантска в Шопрон. Завършва богословие в Киево-Могилянската академия.
Бащата на Йован Раич – Радослав (Райо) Янков се е родил във Видин през 1699 година. Преселва се в Сремски Карловци където получава прозвището Рае Видинац. На 26-годишна възраст се жени за майката на Раич – Мария. Райо се поминал през 1743, а Мария през 1763. Йован Раич контактува в Хилендар и Карловци с друг известен българин – Паисий Хилендарски. На противното мнение е Боян Пенев, като въпросът за контактите между двамата е все още спорен в науката. В книгата си „История на славянските народи“, излязла във Виена през 1795 година, определя като южна граница на Сърбия Шар планина, признавайки така българския характер на Македония.